# Svenska serier under 2000-talet
Svenska serier på 2000-talet lever i en fortsatt krympande serietidningsmarknad, och försök med serietidningar med huvudsakligen svenska serier har vanligen blivit kortlivade. Däremot har antalet utgivna seriealbum enligt Seriefrämjandets statistik eskalerat från 40 stycken under år 2000 till omkring 100 stycken/år ett decennium senare.
Under de första decennierna på det nya århundradet har också allt fler serieskapare gått ifrån konceptet med pågående serier, till att istället producera fristående album och serieromaner – om än ibland med ursprungspublicering som en tidsbegränsad dagspresserie eller som serietidningsföljetong. Det främsta undantaget är flera framgångsrika dagspresserier som etablerades under 00-talet. Under decenniet stod en stor del av serieimporten av manga, vilket också påverkade en del nya svenska produktioner.
Allt fler av de publicerade serieskaparna är kvinnor. Det större kvinnliga inslaget syns också i klasserna på de olika serietecknarskolorna som dragits igång i olika delar av landet.

## Mer än underhållning
1900-talets svenska serieutbud bestod huvudsakligen av humorserier, även om en barnserie – Bamse – kan hävdas ha fått störst genomslag, och också en mindre produktion av äventyrsserier förelåg. Dock betraktades serier nästan undantagslöst som ren underhållning. Under början av 2000-talet kom detta att drastiskt ändras.

### Vardagsrealism och självbiografier
Epitetet "den första svenska vardagsrealistiska serien" tillfaller Claes Juranders Nilsson från 1974 (återutgiven av Optimal Press 2002), men det var först ett par decennier senare, i och med Gunnar Krantz och Daniel Ahlgren, som genren etablerades. Under 2000-talets början kom Krantz och Ahlgren att leda en ny generation av serieskapare, med fokus på vardagsrealiska, självbiografiska och relationsdrivna serieromaner och -noveller. Bland dessa märks framför allt Mats Jonsson (albumdebut 1998), Åsa Grennvall (1999), Coco Moodysson (2002), Anneli Furmark (2002), och Simon Gärdenfors (2003). 
Jonsson har sedan debuten med Unga norrlänningar (1998) berättat sin egen livshistoria från barndom till föräldraskap och kommit att bli en av de mest utpräglat självbiografiska serieskaparna; Grennvall har i sina serieverk, som hon refererat till som vardagsexpressionistiska, fokuserat på mänskliga relationer - i hennes produktion utmärker sig bland annat Sjunde våningen (2002), vilken behandlar kvinnomisshandel; och Moodysson har i album som Aldrig godnatt (2008) bland annat skildrat sin passion till punken och rocken. Gärdenfors har, i album som Simons 120 dagar (2008), intagit något av en särställning bland de vardagsrealistiska serieskaparna, dels genom sin stiliserade tecknarstil och dels med det i sammanhanget ovanliga nyttjandet av humor. Vardagsrealismens genomslag till trots är det hittills (2013) bara en av dess företrädare, Furmark, som tilldelats Adamsonstatyetten. I album som Jamen förlåt då (2007) har hon kommit att teckna vardagsnära personporträtt mot bakgrund av de norrländska och bohuslänska landskapen.
Merparten av den nya generationen serieverk har varit fristående, men framför allt tre serieskapare har inlett längre albumserier: Joanna Hellgrens uppväxtskildring Frances, påbörjad 2009, och duon Li Österbergs och Patrik Rochlings HBT-skildring Johannasviten, påbörjad 2003.
Ytterligare uppmärksammade vardagsrealistiska och/eller självbiografiska svenska serieverk inkluderar bland annat Rasmus Grans Varannan vecka utan (2006), Malin Billers Om någon vrålar i skogen (2010), Kristina Abelli Elanders Staden... flickorna... tiden... tiden... (2011), Sara Hansson Vi håller på med en viktig grej (2011), Linda Spåmans Misslyckat självmord i Mölndals bro (2011) och Henrik Bromanders Smålands mörker (2012). 
Optimal Press utgivning av Allt för konsten (1998–2012), en serie om tio antologialbum med fokus på yngre nordiska serieskapare, var något av en grogrund för nya kreatörer, varav flera aktiva inom vardagsrealismen.

### Reportage och intervjuer
Ytterligare en för 2000-talet relativt ny genre för svenska serier är seriereportaget. Bland de tidigaste exemplen märks Fabian Göransons Gaskriget (2006), om författarens möten med politiska aktivister i Frankrike, Colombia, Brasilien och Göteborg. Den följdes senare upp av En hjälpande hand (2010), i vilken Göranson tillsammans med serietecknaren Lars Krantz och journalisten Fredrik Quistbergh undersöker den svenska vapenexporten. 
Andra exempel på dokumentära serier är Sofia Olssons Ända hit (2007), som porträtterar nysvenska kvinnor, Anders Annikas Fucking Vittula (2008), om innevånarna i Pajala och Åmål och deras relation till filmerna Populärmusik från Vittula respektive Fucking Åmål, Karin Didrings Ecocomics (2009), om miljökämpar, och Jonas Otterbecks och Peter Hallins Samtidsislam (2011), om unga muslimer i Malmö och Köpenhamn.

### Avantgarde, surrealism, lyrik
Bland det nya århundradets nydanande och experimentella serier märks också såväl de som blandar seriekonst och poesi, som de som söker sig bortom traditionell berättarkonst, och de som i John Anderssons anda skapar surrealistiska serier.
Bland föregångarna för lyrikserier märks Vårdcentralen Fontanellen (2005), Coco Moodyssons samarbete med maken Lukas, samt Elisa Rossholms album Jag hör icke till något läger (2011), baserat på Victoria Benedictssons dagböcker, och Jag sträcker ut handen mot evigheten (2012), baserat på Mary Wollstonecrafts Brev skrivna under en kort vistelse i Sverige, Norge och Danmark. Bland avantgardedrivna och på olika sätt formutmanande serieskapare utmärker sig bland andra Lars Arrhenius, Eva Björkstrand, Kolbeinn Karlsson, Sofia Karlström, Knut Larsson, Jamil Mani, Marcus Nyblom, Lisa Rydberg, och Emelie Östergren, liksom kollektivet C'est Bon Kultur.

## Humorserier

### Rocky,Elvis& C:o
Den självbiografiska aspekten kom också att påverka andra genrer - inte minst humorn. Dagstrippserien Rocky, skriven och tecknad av före detta Pyton-redaktören Martin Kellerman, hade debuterat i Metro redan 1998, och blev tidigt populär. Seriens figurgalleri består av antropomorfa djur - titelfiguren, en hund, är baserad på Kellerman själv, medan hans vänner och bekant förekommer som katter, vargar, krokodiler, fåglar, etc. Det Urhundenvinnande första samlingsalbumet publicerades 1999, och har sedermera följts av över tjugo volymer, intervjuseriealbumet So watcha sayin' (2006), julalbum, och en kortlivad serietidning (2002-2003). Den har fått en avläggare i serien Speedy tecknad för Kamratposten sedan 2007, blivit såväl en teaterpjäs som en animerad tv-serie, och publicerats i ett flertal dags- och serietidningar. Jämte Urhunden och Adamsonstatyetten har Kellerman också tilldelats Bernspriset och Stockholms stads Bellmanpris. Sedan 2004 publiceras Rocky Magasin, som utöver dagsstrippar och nytecknade, längre, serieavsnitt, också innehåller artiklar, intervjuer och biserier.

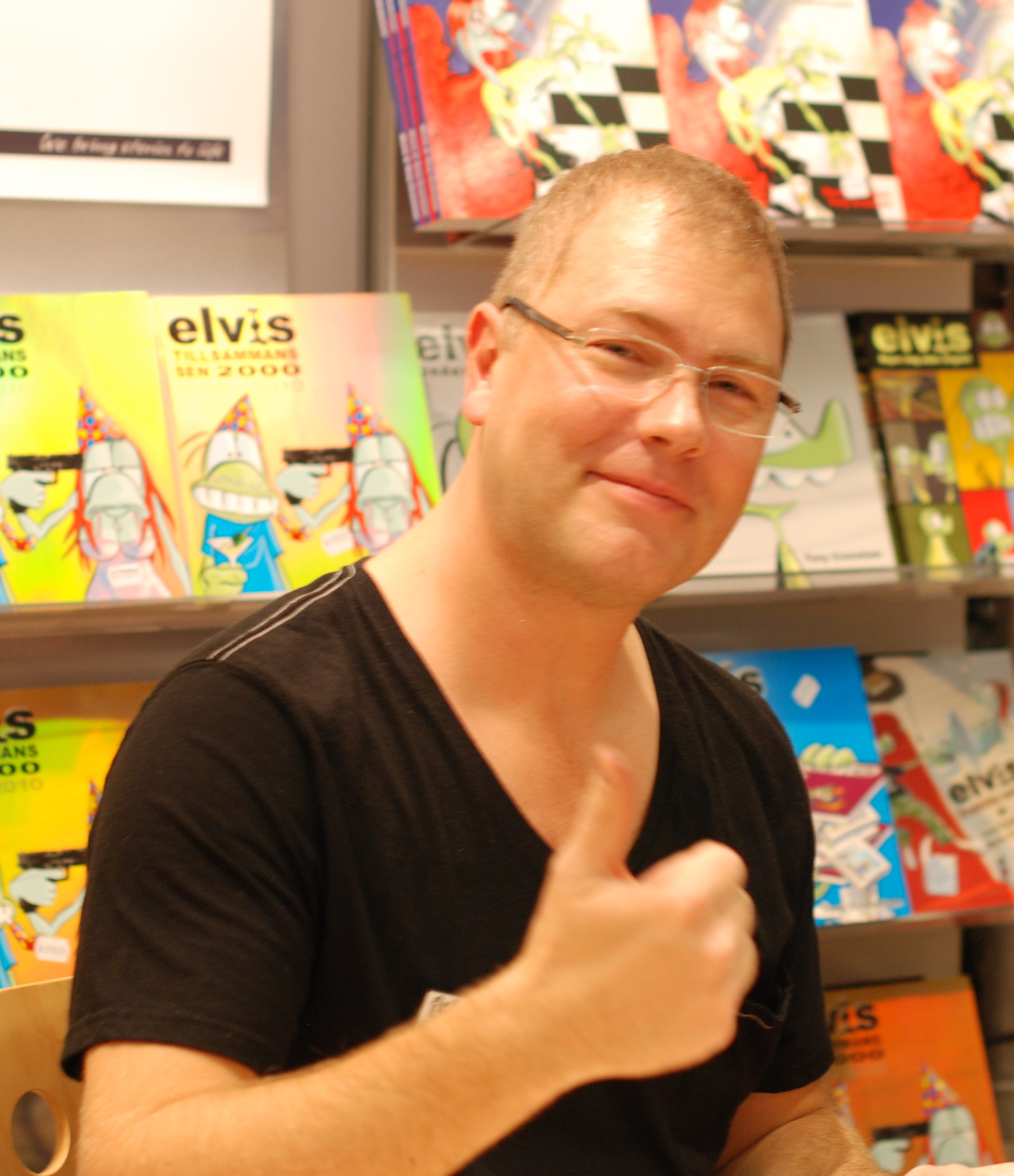
Tony Cronstam var på 1990-talet studiotecknare åt Bamse, innan han lanserade sin egen Elvis.

Två år efter premiären av Rocky följde Metro upp med en ny självbiografiskt färgad humorserie med antropomorfa djur i huvudrollen – Elvis av forne Bamse-tecknaren Tony Cronstam i samarbete med hustrun Maria. Det första samlingsalbumet publicerades till julen samma år och har därefter följts av över tio volymer. Sedan 2008 utkommer serietidningen Elvis, med såväl dagstrippar som längre avsnitt.
I spåren av Rocky och Elvis har ytterligare framgångsrika strippserier tillkommit. Bland de mest tongivande märks Max Gustafsons Doglas och Samir, skapade för Göteborgs-Posten 2002 respektive 2005; Pelle Forsheds och Stefan Thungrens Stockholmsnatt, skapad för Svenska Dagbladet 2005; Thomas Olssons Rogert, skapad för Rocky Magasin 2006; Emelie Wedhälls Life's a bitch, skapad för Rocky Magasin 2007; Lina Neidestams Zelda, skapade för Metro 2007; och Sofia Olssons Hetero i Hägersten, ursprungligen skapad för Arbetaren med titeln Hetero i Gubbängen. Även Niklas Eriksson har rönt viss framgång med serier som Killian, Fia och På nedflyttningsplats, men hans mest spridda alster är skämtteckningsserien Carpe Diem, skapad för Västerbottens-Kuriren. I Elvis har även bland annat Malin Svedjeholms Plåstra, skapad för Norrbottens-Kuriren 1997, publicerats.
Även om flertalet av 2000-talets strippserier varit centrerade kring människor i det yngre vuxenlivet har också två serier med äldre persongalleri också lyckas etablera sig: Sven-Bertil Bärnarps Medelålders plus om ett pensionerat par och deras funderingar över livet, och Arja Kajermos Tuula, om en till Sverige invandrad finsk undersköterska, hennes sambo och katt. Båda serierna började som gästserie i Dagens Nyheter och blev sedermera fasta inslag i samma tidning.

### Humor som aktivism
Tecknad humor med samhällskritisk udd fanns redan i 1800-talets satirmagasin, och fick något av en renässans med början i 1970-talets seriefanzin. Under 2000-talet kom en handfull serieskapare röna stor framgång genom att förena feminism, queerperspektiv och/eller vänsterpolitiskt samhällskritik i sina serier, och låta humorn snarare vara en drivkraft än ett mål. Här utmärker sig främst Liv Strömquist, men också Nina Hemmingsson, Nanna Johansson, och Sara Granér.
Strömquist har med album som bland annat debuten Hundra procent fett (2005) och Einsteins fru (2011) blivit uppmärksammad även utanför seriekretsar och bland annat tilldelats Gustaf Frödings stipendium och ABF:s litteraturpris. Av Hemmingsson har bland annat publicerats Jag är din flickvän nu (2006) och Mina vackra ögon (2011), medan Johansson har skapat album som Fulheten (2009) och Mig blir du snart kär i (2010), och Granérs produktion inkluderar bland annat Det är bara lite AIDS (2008) och All I Want for Christmas Is Planekonomi (2012).
Ytterligare exempel på genren inkluderar Karolina Bångs Handboken (2009) och Pontus Lundkvists Full sysselsättning (2011).
Såväl Granér som Bång, liksom bland andra Karin Didring, Sara Hansson och Sofia Olsson är medlemmar av det feministiska seriekollektivet Dotterbolaget.

### Övrig humor
Bland övriga nytillskott bland humorkreatörer märks framför allt Joanna Rubin Dranger, med uppmärksammade album som Fröken Livrädd och Kärleken (1999), Fröken Märkvärdig och karriären (2002) och Lyckostpulvret och andra sedelärande berättelser (2007), samt Maja Lindén (Vajlet och Fru Draake), och duon Tomas Zackarias Westberg och Jojo Falk.
Därutöver utkom humorveteranerna Hans Alfredson och Per Åhlin med albumet Grus - släkten som ändrade världen 2004, efter att serien gått som gästserie i Dagens Nyheter

## Äventyrsserier

### Fantasy och skräck, action och erotik
Medan verkligheten slog igenom både i formen av vardagsrealistiska serier och som en central inspirationskälla för flera av de nya humorserierna, levde äventyrsserierna i början av århundradet på tillbakagång. Bland undantagen utmärker sig Henrik Langes debutalbum En natt helt i rosa (2000) och spökhistorien Den andra staden av Jonas Jansson (2002, ursprungligen en gästserie i DN 2001-2002)
I mitten av 00-talet grundades dock Kolik förlag i syfte att publicera episka serier för vuxna. Bland de första albumen att ges ut på förlaget fanns Drift av Liv Strömquist och Jan Bielecki (2007), vilken presenterades som den första utgåvan i en serie av feministisk erotik, "femisex", och den följdes av Lina Neidestams Maran (2011).
Sedermera har Kolik bland annat gett ut skräckserier som Dödvatten av Lars Krantz (2009), Hungerhuset av Loka Kanarp och Carl-Michael Edenborg (2011), och Alena (Puppy Love) av Kim W. Andersson (2011), men också fantasy som Mara från Ulthar av Karl Johnsson (2010), Tummelisa eller Den andra vildmarken av Matilda Ruta (2011) och Umbra av Elin Fahlstedt (2011). Sedan 2011 publiceras den albumutformade antologiserietidningen Utopi.
Parallellt med Koliks begynnande utgivning började också andra förlag ge ut äventyrsserier. Bland övriga exempel på genren märks fantasyserien The Portent av Peter Bergting (2007), Tinet Elmgrens actionserie Eva: Asbesthjärtan (2009), Benjamin Stengårds novellskräcksamling Ur djupen ropar jag till dig (2009), Anneli Furmarks spökhistoria August och jag (2009), Niklas Askers drömska Sätt att se (2010) och Magnus Engström filosofiska deckare Luftspår (2011). Nya längre serier i äventyrsgenren inkluderar Mattias Elftorps engelskspråkiga Piracy is Liberation (påbörjad 2004), Ola Skogängs Theos ockulta kuriositeter (påbörjad 2008), och Dennis Gustafssons Viktor Kasparssons makabra mysterier (påbörjad 2010).

### Skönlitteratur och dramatik i serieform
Romaner har tolkats i serieform länge, men det har huvudsakligen handlat om barnböcker, eller äventyrsromaner som anpassats till barnläsare när de blivit serier. I spåren av Per Demervalls Röda rummet har också vuxenserieversioner av skönlitterära verk börjat produceras - redan vid slutet av 1900-talet utkom Kennet Ahls Grundbulten i tolkning av Peter Petersen (1989), och Sjöwall Wahlöös Mannen på balkongen i seriebearbetning av Mats Ekberg (1989), medan Claes Reimerthi skrev en serieversion av Ed McBains Polishataren (1990).
Sedan millennieskiftet har tillkommit Charlie Christensens Röde Orm, en bearbetning av Frans G. Bengtssons Röde Orm (1999-2004, fyra delar), Fabian Göranssons tolkning av August Strindbergs Inferno (2010), och Jakob Nilssons versioner av Stieg Trenters Roparen (2008) och Färjkarlen (2012). Även Stieg Larssons Millenniumtrilogi har överförts till två serieversioner, varav dock ingen är svenskproducerad - en franskspråkig av Guillaume Lebaud och en engelskspråkig av Denise Mina, Leonardo Manco och Andrea Mutti. Vidare har också dramatik har blivit serier - bland annat märks Johan Werkmästers och Kristina Abelli Elanders albumserie baserad på Aristofanes' Lysistrate (Sexstrejk nu! sa Lysistrate, 2009) och Freddie Wadlings serietolkning av Alfred Jarrys Kung Ubu som publicerats i Kapten Stofil.
Ytterligare en serie med romananknytning är Anders Skoglinds Serier från Vittula (2005), vilken samlar serier inspirerade av Mikael Niemis Populärmusik från Vittula. Vidare har Jens Lapidus skrivit Gängkrig 145 (2009), med teckningar av Peter Bergting, vilken anknyter till hans skönlitterära Stockholm Noir-trilogi. 
Utöver detta har Henrik Lange gjort ett flertal serieadaptioner av skönlitteratur i sin serie Bråttomromaner, i vilken berömda böcker sammanfattas i serier om fyra rutor. Två samlingsvolymer har också utkommit 80 romaner för dig som har bråttom (2007) och 96 romaner för dig som fortfarande har bråttom (2009). Därutöver har han tecknat det snarlika albumet 99 filmer du slipper se (2009), med manus av amerikanen Thomas Wengelewski.

### "Svensk manga"
År 2000 inleddes den svenska utgivningen av Akira Toriyamas Dragon Ball vilket blev inledningen på en omfattande utgivning av japanska serier, "manga". Den för mangan utmärkande teckningsstilen har också kommit att bejakas av flera unga serieskapare.
En av förgrundsgestalterna bland mangainspirerade svenska tecknare är Åsa Ekström, som etablerat sig med serier som Tokyo by Night (påbörjad 2004, ett av de första exemplen på svensk så kallad pseudomanga), Stall Norrsken (en hybrid av romansvit och tecknad serie - i mangasammanhang kallat light novel - skriven av Noomi Hebert och Lena Ollmark, påbörjad 2005), och Sayonara September (påbörjad 2009). Också Natalia Batista har legat i framkant med albumet A song for Elise (2009) och den fyrdelade serien Mjau! (2010).
Andra företrädare för genren inkluderar Carolina Ståhlberg (Bleckmossen Boyz, påbörjad 2006, med manus av Oskar Ekman), Jesper Nordqvist (Tanks, 2007-2009), Yokaj Studio (Kick Off, 2008-2009), Lisa Medin (Medley, professionellt publicerad sedan 2011), Nina von Rüdiger (Oblivion High, påbörjad 2012, med manus av Johanna Koljonen) och Kwok-Hei Mak (dagspresserien Keigo).

## Barnserier

### Happy Life
Tre av det tidiga 2000-talets barnserier baserades på filmer och tv-serier producerade av animationsstudion Happy Life. Först av dem var serieversionen av tv-serien De tre vännerna och Jerry, som utgavs i fem album 2000-2001. För manuset svarade tv-seriens skapare Magnus Carlsson, medan Henrik Lange tecknade.
Henrik Lange svarade också för manus och skisser till serieversionen av tv-serien Sune och hans värld, vilken i sin tur baserades på Anders Jacobssons och Sören Olssons böcker om tjejtjusaren Sune. Monica Harrie tuschade serien, som publicerades i en egen serietidning utgiven 2003-2004. Utöver titelserien innehöll tidningen Gahrtons och Unenges av Berts dagbok, samt Johan Wanloos Roy vid rymdkommandot.
Sven Nordqvists bilderböcker om Pettson och Findus blev animerad film 1999, och därpå följde ytterligare tre. 2004 publicerades de första serierna baserade på filmerna, dels i en egenbetitlad barntidning och dels i julalbum. Avsnitten skrevs och tecknades huvudsakligen av Sören Axén, men med bidrag också av tecknaren Alan Kamieniarczyk och författaren Susanne Adolfsson. Biserien Mucklorna gjordes av Daniel Carlsson och Lena Thoft-Sjöström.

### Tivoli med vänner
2009 inleddes utgivningen av den ambitiösa barnserietidningen Tivoli med vänner. Tidningens innehåll bestod uteslutande av nya, svenska barnserier, och var helt fri från reklam. Utgivare var det lilla nystartade förlaget Positiv förlag.
Titelserien Tivoli om ett gäng djurkompisar som driver en nöjespark gjordes av Ana Udovic, Ann-Christine Magnusson, Annika Giannini och Johan Isaksson. Bland de mest tongivande biserierna märktes Helmet Girl av Tina Landgren och Uno Helmersson, Kaktusflickan av Anna Fiske, Kapten Klara av Johan Wanloo, samt, med start 2010, Loranga, Masarin och Dartanjang av Sara Olausson, efter Barbro Lindgrens böcker.
Efter ihärdiga försök att hålla tidningen vid liv, gick den till slut i graven 2012. Loranga, Masarin och Dartanjang har dock fortsatt publiceras i seriealbum.

### Barntidningar och dagspress
I Dagens Nyheter publiceras dagligen Susanne Fredelius barnstrippserien Doris sedan 2007, och samma år började Kamratposten publicera humorserien Katten Nils av Johanna Kristiansson och Joakim Gunnarsson. Tre år senare, 2010, återupplivades Spara och Slösa i Lyckoslanten - denna gång skriven och tecknad av Lena Forsman.
Från 2001 till 2009 publicerade tjejmagasinet Julia serien Emma och Sara av Joakim Gunnarsson, Emma Billbäck och Hedvig Häggman-Sund, och sedan 2011 distribuerar Bulls Press bröderna Torbjörn och Kristian Hägglunds humorserie Sjunde sinnet, om femårige Teo som bor ensam med sin pappa efter moderns död.

## 1900-talsserierna
Staben av serieskapare för 91:an har under 2000-talet huvudsakligen bestått av Leif Bergendorff, Jan Gissberg, Gert Lozell, Jonny Nordlund, Gunnar Persson, Claes Reimerthi, och Jan Roswall, samt nytillskotten Tobias Sjölund och Anders Skoglind. Tidningarna Lilla Fridolf och Åsa-Nisse slogs 2007 ihop till en tidning, Humorklassiker. Enstaka nya Lilla Fridolf-serier har skapats av Bergendorff och Anders Persson, medan Thomas Norberg tog över som huvudtecknare på Åsa-Nisse i samband med sammanslagningen - alltjämt till Bergendorffs manus. Bland biserierna i den nya tidningen märks Anders Skoglinds Viltliv. 
Redan 2000 hade dock Lars Mortimers Hälge flyttat ut från Åsa-Nisse till en nystartad, egenbetitlad serietidning. Bland biserierna, som huvudsakligen är importerade, märks Vattenhålet, tecknat av Mortimer till manus av britten Des Cox. 2002 fick även Krister Peterssons 91:an-biserie Uti vår hage sin egen tidning, och i samband med omlokalisering skapade Tobias Sjölund såväl Livet hemmavid för 91:an, som Axplock för Uti vår hage. 2005 övertog Gert Lozell tecknandet av Peterssons andra serie, Vi å pappa, om än Petersson dock fortfar att skriva manus. Samma år började också Lozells egen serie Zwonk i Uti vår hage.
Elov Perssons båda familjeproducerade serier har övertagits av en tredje generation - sonsonen Jonas Persson har sedan 2005 successivt börjat ersätta sin far Gunnar som skapare av nya Kronblom-serier, och sondottern Bia Melin tog över Agust redan 1997.
Team Fantomens nya medlemmar har sedan millennieskiftet huvudsakligen bestått av engelskspråkiga kreatörer, men 2007 återvände Janne Lundström till att skriva manus för tidningen. 2012 gick Ulf Granberg i pension, varvid Claes Reimerthi och Hans Lindahl övertog ansvaret för den svenskledda Fantomen-produktionen. Utöver huvudserien har tidningen bland annat publicerat de helsvenska biserierna Dom oskyldiga av Rolf Gohs (2002) och De utvalda av Nisse Lindberg och Gösta Lindwall (2011-2012)
Fantomens mångåriga biserie Herman Hedning fick en egen tidning 1998. Tidningen kom att ersätta den samma år nedlagda Bacon & Ägg som främsta forum för serier av parhästarna Jonas Darnell och Patrik Norrman. Andra serieskapare som medverkat i tidningen inkluderar Mikael Grahn, Alf Woxnerud, och Johan Wanloo, liksom nykomlingen Axl Lindblom med Lars & Maxim.
Lisbeth Wremby tog över som redaktör och kreativ ledare för Bamse-produktionen 2002, och 2009 hon efterträddes av Charlotta Borelius. Bland de serieskapare som tillkommit utmärker sig Susanne Adolfsson, Adam Blomgren, Simon Bülow, Oskar Forsgren, Jens Hansegård, Hedvig Häggman-Sund, Ted Johansson, Mårten Melin och Andreas Qassim.
Sportserietidningen Buster lades ned 2005, men under tidningens sista år innehöll den flera nya svenskproducerade serier: Nicolas Križan tolkade titelserien, Pidde Andersson och Åsa Ekström skapade Kishako, sportreportern, och Tomas Karlsson bidrog med orienteringsserien Majsan. Min Häst fortlever dock ännu (2013), bland annat med nytillkomna serieskapare som Marie Bolk, men alltjämt med Lena Furberg som den centrala kreatören; jämte Mulle, tecknar hon även dramatiska serier som Stallgänget på Tuva (sedan 1996) och Freddie på Firefoot Farm (sedan 1998).

## Webbserier
De tekniska framsteg som 2000-talet har burit med sig har inneburit ökade möjligheter för serieskapare att publicera sin serier utan hjälp av något förlag. Genom beställtryck har skillnaderna mellan seriefanzin och professionellt utgivna seriepublikationer kommit att successivt minska, för att nästintill försvinna. Därutöver har internet kommit att innebära markant ökade möjligheter att sprida sina serier till den breda massan - serier publicerade på nätet, webbserier, har blivit allt vanligare, och i syfte att nå en internationell publik har kreatörerna i vissa fall valt att publicera serien på engelska.
Bland de mest uppmärksammade svenska webbserierna, varav flera sedermera också publicerats i tryckt form av etablerade förlag, märks ett flertal humorserier, som Backstage av Andreas Knutsson, Biff Zongo av Fredrik Sjöholm och Jan Kustfält, Death Piglet av Johan Cedmar-Brandstedt, Hokus & Pokus av Peter Dyamo, Jan Andersson av Samuel Larsson, Little Gamers av Christian Fundin och Pontus Madsen, Real Life Knugahuset av Kris Åsard och Andreas Jacobson, Smakfascisten av Nickan Jonasson, Stolle Bengtsson av Tom Karlsson, och Zak & Ting av Yvette Gustafsson. Bland serier i andra genrar återfinns relationsdramat Anders Loves Maria av Rene Engström, actionserien Licence to Kill av Mikael Bergkvist, och flera fantasyserier, bland andra Corner Alley 13 av Emily Ryan, Elf Life av Eric Gustafson och What Birds Know av Emelie Friberg och Mattias Thorelli.
Utöver att enskilda serieskapare lägger upp sina serier i på webbsidor och i bloggar, har också webbsidor i syfte att samla flera serier uppkommit. Här utmärker sig framför allt babian.se, en "serietidning på nätet", som publicerar såväl etablerade som mindre kända serieskapare och utkommer med nytt nummer fyra gånger om året sedan 2005, men också sidor som DigitalComics.nu, serie.nu och webcomics.se.

## Seriefrämjande

### Seriefrämjandets bokutgivning
De första böckerna att ges ut av SeF var Bild & Bubblas stora seriebok (1989) och Bild & Bubblas andra seriebok (1992), vilka huvudsakligen innehöll artiklar från Bild & Bubbla, samt ett fåtal serier.
1998 inleddes dock utgivningen av Magister Lämpels bibliotek, som dels publicerar fackböcker om serier, och dels skissböcker som presenterar utvalda svenska serieskapare - därutöver har även enstaka seriealbum publicerats. 2002 utökades utgivningen med serien Lantis, som presenterar korta originalalbum av utvalda svenska serieskapare.
2009 inleddes utgivning av två ytterligare albumserier, båda i samarbete med andra förlag. Antologiserien Grafiska novelletter, som ges ut tillsammans med Kolik förlag och innefattar serienoveller, och Dystopi, som består av serier och illustrationer från ett flertal mindre kända svenska och internationella serieskapare och publiceras i samarbete med C'est Bon Kulturs systerförlag Wormgod.

### Arkiv, wiki och festivaler
Under 2000-talets första decennium inledde Seriefrämjandet flera olika projekt. 2003 grundades Svenskt Seriearkiv i Lund (sedan 2014 i Malmö) i syfte att dokumentera den svenska seriehistorien, 2005 invigdes wiki-uppslagsverket Seriewikin, och 2009 delades de första av Seriefrämjandets fanzinpris ut. 
Sedan 2001 anordnas seriefestivalen I seriernas värld, med fokus på barn- och ungdomsserier vart annat år, och sedan 2010 går vuxenseriefestivalen Altcom av stapeln övriga år. Båda arrangemangen hålls i Malmö. Dessutom är SeF inblandat i (den alternativ- och fanzinorienterade) Stockholms internationella seriefestival (tidigare SPX, Small Press Expo) och "Seriescenen" på Bok & Bibliotek-mässan i Göteborg.
Under 2010-talet har enstaka eller återkommande seriefestivaler arrangerats på fler svenska orter. November 2012 organiserades Ruta till ruta i Norrköping,, 2011 och 2012 arrangerades Carlstad Comic Con i Karlstad (av SeF:s lokalförening i Värmland),, och sedan 2012 arrangerades årligen Uppsala Comix. 2007 till 2010 ägde årligen Serieveckan i Göteborg rum med Göteborgs stadsbibliotek som bas, och 2011 arrangerades engångsevenemanget Göteborgs seriefestival (med plats på kulturhuset Blå Stället). Den planerade "Seriemässan Comix Örebro 2009" ställdes in, men arrangörerna återkom 2016 med Örebro Seriefestival.
Vid sidan av de renodlade serieevenemangen har på senare år ett antal festivaler/mässor arrangerats med kopplingar till annan populärkultur. Ett antal "konvent" med koppling till japansk populärkultur (som manga, anime, popmusik, japansk cosplay med mera) startade under 00-talet, inklusive Uppcon i Uppsala (2001–12), Närcon (startad 2002 i Örebro, sedan 2011 Linköping) och Confusion i Göteborg. Sedan 2014 arrangerades under hösten i Stockholm spel- och populärkulturkonventet Comic Con Gamex.

### Serieteket
1996 invigdes serieblioteket Serieteket i Stockholm, under ledning av Kristiina Kolehmainen. Tre år senare flyttade det in i Kulturhuset, och samma år, 1999, anordnade Serieteket den första upplagan av vad som med tiden skulle bli Stockholms internationella seriefestival, "SPX".
Vid Kolehmainens bortgång 2012 tog Ola Hellsten över ledningen för Serieteket.

### Akademisk forskning
2005 disputerade Helena Magnusson med Berättande bilder: Svenska tecknade serier för barn, den första svenska avhandlingen om tecknade serier. Påföljande år tilldelades hon Unghunden för sin forskning.